# Marcos Garrot
Marcos Garrot (São Paulo, 1965) é um artista plástico brasileiro contemporâneo.
Seu trabalho é voltado, em grande parte, para a produção de relevos e esculturas realizados em ferro pintado ou aço inox escovado. Começou a expor suas peças na década de 1980. Nesse período, voltava-se para a pintura e o desenho figurativos.
A obra de Garrot situa-se basicamente no campo da arte concreta.